# PL/pgSQL
PL/pgSQL（全名：Procedural Language / PostGres Structured Query Language）是一個可載入的程式語言。為PostgreSQL的ORDBMS所支援的程序式編程語言。它非常類似於Oracle的 PL/ SQL語言。隨著PostgreSQL v9.x的發佈，開始支持一些ISO SQL/PSM的功能，例如可支持過載SQL調用函數與過程。
PL/pgSQL猶如一個多功能的編程語言，比SQL支援更多的程式語句，包括使用迴圈與其它控制結構的能力。使用PL/ pgSQL語言創建的函數可以調用SQL語法，或者藉由一個 觸發器來執行動作。
PL/pgSQL的建立，是為了能夠比SQL來執行更複雜的操作與運算，同時容易使用，而且能夠受定義於伺服器所信任。
PL/pgSQL是PostgreSQL預設安裝的唯一編程語言，不過許多人都可使用，包括PL/Java、PL/Perl（页面存档备份，存于）、PL/php、PL/Python（页面存档备份，存于）、PL/R、PL/Ruby、PL/sh、PL/Tcl（页面存档备份，存于）與and PL/Lua。 PostgreSQL於分析器的階段中使用 Bison ，所以很容易移植許多開放源代碼語言，以及進行代碼復用。

## 與PSM比較
在SQL/PSM語言由ISO標準規定，也激發了Oracle的PL/ SQL與pgPL/ SQL，因此有一些區別。 PSM的主要特性，與來自PL / pgSQL的不同：
- 異常處理程式的子程式（持續處理程序）；
- 警告可以類似一個異常來處理；
- 變數宣告應根據SQL查詢結果。

## 外部連結
- PL/pgSQL 官方文檔（页面存档备份，存于）
- PL/pgSQL使用教學與實例（英文）